# Parvistoma
Parvistoma is een geslacht van kevers uit de familie  
kniptorren (Elateridae).
Het geslacht is voor het eerst wetenschappelijk beschreven in 1929 door Fleutiaux.

## Soorten
Het geslacht omvat de volgende soorten:
- Parvistoma godeli Fleutiaux, 1929
- Parvistoma tenuicorne Fleutiaux, 1902
- Parvistoma tenuicornis (Fleutiaux, 1902)